# Le Dernier Train de Gun Hill
Pour plus de détails, voir Fiche technique et Distribution.
Le Dernier Train de Gun Hill (Last Train From Gun Hill) est un western américain de John Sturges sorti en 1959, avec notamment dans les rôles principaux Kirk Douglas, Anthony Quinn, Carolyn Jones et Earl Holliman.
Kirk Douglas et Earl Holliman étaient déjà apparus ensemble dans Règlements de comptes à O.K. Corral (1957) de Sturges, qui utilisait une grande partie de la même équipe.

## Synopsis
Rick Belden et son ami Lewis, deux jeunes cow-boys saouls et mal intentionnés, harcèlent, violent et tuent une Indienne, Katherine, sous les yeux de son fils Petey, qui arrive à s'enfuir. Avant de mourir, Katherine a eu le temps de cravacher au visage l’un de ses agresseurs, Rick.
Katherine était la femme de Matt Morgan, le shérif de la ville de Pawnee. Quand celui-ci apprend la nouvelle, il jure de retrouver les coupables. Grâce à son fils Petey, le shérif obtient le signalement d'un des coupables. Il dispose également d'une des selles de cheval des agresseurs, laissée sur place. En l'observant, il remarque que la selle porte les initiales « C.B. », du nom de Craig Belden, un vieil ami de Morgan qui, jadis, lui avait sauvé la vie. Depuis, Belden est devenu un riche éleveur de bétail et le maître absolu de la petite ville de Gun Hill où tout lui appartient : hôtels, saloon, cercle de jeux et jusqu’au shérif local.
Bien décidé à arrêter les coupables, le shérif Morgan prend le train pour Gun Hill. Il projette d'aller à la rencontre de Craig Belden pour lui rendre sa selle et l'interroger, bien qu'il ne le soupçonne pas un instant d'être l'auteur du meurtre. Dans le train, il est abordé par une jeune femme, Linda, la maîtresse de Belden. Celle-ci rentre à Gun Hill après un séjour à l’hôpital, après avoir été tabassée par Craig à l’instigation de son fils Rick, qui ne l'aime pas. Reconnaissant la selle et, prise de sympathie pour Morgan, la jeune femme lui conseille la prudence.
Dans l'intervalle, Rick Belden est rentré au ranch de son père. Ce dernier, excédé d’avoir pour fils un lâche et un bon à rien, lui demande ce qu’est devenue sa selle et exige ensuite qu’il la retrouve. Il lui demande également comment il s’est fait la profonde cicatrice qu'il a maintenant à la joue ; pensant qu’il s’agit d’une griffure de femme, cela flatte son orgueil de père. Rick lui répond par un mensonge et l’affaire en reste là.
À l’arrivée du train en gare de Gun Hill, des hommes de Craig Belden viennent chercher Linda, mais celle-ci refuse de les suivre et préfère aller loger à l’hôtel. Beero, le contremaître de Belden, aperçoit alors le shérif Morgan descendre du train et reconnaît la selle de son patron. Les deux hommes se toisent, Matt annonçant à Beero qu’il va rendre visite à Belden. Le contremaître avertit ensuite son patron de la visite imminente de cet étranger qui détient sa selle. Craig Belden, qui ne s’attend à voir qu'un petit voleur essayant de monnayer son larcin, s’apprête à recevoir l'étranger en conséquence. Mais, quand celui-ci arrive chez lui, il constate avec surprise qu’il s’agit de son vieil ami Matt Morgan, devenu shérif.
Les deux hommes sont heureux de se retrouver, mais leur joie est vite assombrie dès lors que Matt révèle à Craig le but de sa visite. Ce dernier comprend tout de suite que l’auteur du meurtre de Katherine est son propre fils. Mais il ment si mal que Morgan comprend rapidement de quoi il retourne. Comme Belden refuse de livrer son fils au shérif, les deux hommes se quittent fâchés, Matt Morgan annonçant à Belden qu'il repartira de Gun Hill avec les deux coupables, coûte que coûte. C’est la fin de l'amitié entre les deux hommes.
Le dernier train devant quitter Gun Hill ce jour-là doit partir à neuf heures du soir ; Matt Morgan dispose alors de quelques heures pour mettre la main sur les assassins de sa femme et repartir avec. Mais cependant, il réalise rapidement qu’il ne recevra aucune aide de la part des habitants de la ville et surtout pas du shérif local, aux ordres de Craig Belden. Dans la rue, un homme ose même le narguer en lui disant : « Ici, on n’arrête pas le meurtrier d’une indienne, on l'en récompense », ce qui déchaîne la colère de Matt qui étend l'homme au sol d'un seul coup de poing.
Pendant ce temps, au ranch Belden, Craig annonce à son fils Rick qu’il sait qu'il lui a menti, étant désormais au courant de son implication dans le meurtre de la femme du shérif, et qu’il risque de le payer cher car Morgan est maintenant à ses trousses. Son comparse Lewis, en essayant de minimiser l'importance du meurtre, met Craig hors de lui ; Belden le met à la porte sur le champ. Il laisse ensuite Rick partir en ville, mais le fait accompagner par plusieurs de ses hommes pour le protéger.
Le shérif Morgan, après avoir reçu dans un bar un indice de la part de Linda sur le lieu où pourrait se trouver Rick Belden, se rend à l'immeuble en ville où celui-ci est descendu. S'introduisant incognito par l'arrière-cour de l'immeuble, il reconnaît des chevaux du ranch Belden (grâce à leurs selles) attelés à un poteau. Il s’introduit ensuite subrepticement au premier étage, alors que Rick et ses compagnons jouent aux cartes au rez-de-chaussée. Alors que Rick quitte pendant quelques instants la table de jeu pour aller aux toilettes situées à l’étage, il aperçoit le shérif Morgan sortir d'une des chambres. Se cachant derrière un rideau tout en sortant son pistolet, Rick est cependant repéré par le shérif qui aperçoit le bout de ses chaussures dépasser du rideau derrière lequel celui-ci s'était dissimulé ; Morgan l'assomme d’un coup de crosse de son revolver. Puis, portant le corps de Rick, inerte, sur son épaule, il descend l'escalier, tenant en respect les hommes de Craig (dont certains tentent de l'arrêter, mais le shérif leur tire dessus) avant de les désarmer et de les enfermer dans une pièce. Ainsi chargé, Matt Morgan traverse la petite ville sous le regard médusé des passants.
Ne pouvant obtenir la collaboration du shérif de Gun Hill (qui refuse de l'aider sous un prétexte fallacieux), Morgan regagne sa chambre d'hôtel et attache Rick au montant du lit avec ses menottes, bien décidé à attendre pendant six heures jusqu'au soir (le temps que le train arrive), retranché avec son prisonnier dans sa chambre.
La nouvelle de l'arrestation de Rick Belden se répand comme une traînée de poudre. Informé, son père Craig part aussitôt de son ranch pour le délivrer, rejoint par une vingtaine de ses hommes. Arrivés devant l’hôtel, un premier échange de coups de feu n’aboutit à rien, sauf à risquer la vie de Rick, le shérif Morgan l'ayant placé devant la fenêtre de sa chambre pour empêcher les tirs.
Peu après, Linda a une entrevue orageuse avec Craig dans le bar en face de l’hôtel, au terme de laquelle la jeune femme signifie à Craig qu’elle le quitte. Installée dans le même hôtel que Morgan (dans une chambre voisine), Linda est admirative face au cran du shérif, montrant ainsi ses sentiments pour lui. Faisant un pari avec des personnes du bar, elle affirme ensuite qu'elle va aller parler au shérif. Les deux ont peu après une brève rencontre, au cours de laquelle Morgan lui confie qu’il lui faudrait un fusil. Consciente de ce qu’elle risque, Linda commence par refuser. Puis, au péril de sa vie, elle lui en procure finalement un en dérobant celui du patron du bar, qu'elle cache sous ses vêtements.
Entre-temps, vers 20 h 30 (comme on peut le voir sur la pendule au-dessus du bar de l'hôtel Harper, où Morgan est réfugié), Craig Belden monte voir Morgan dans sa chambre, afin de parlementer et essayer de négocier la libération de son fils Rick. Mais Morgan refuse. En réalité, la tentative de Belden était surtout faite pour capter l'attention de son ancien ami, pendant que ses hommes essaieraient de le tuer. Mais la tentative échoue et Morgan, glacial, après s'être défendu face aux hommes de Craig, affirme à celui-ci qu'il devrait le tuer. Mais le shérif s'y refuse et, en souvenir de Craig qui l'a sauvé dans le passé, il le prévient que dorénavant ils sont quittes ; Morgan ne lui doit plus rien. La rupture entre les deux hommes est alors consommée.
Peu après, Lewis, le comparse de Rick Belden, met le feu à l’hôtel de Morgan pour faire sortir le shérif et son prisonnier. Le shérif sort effectivement, mais avec le canon de son fusil placé sous le menton de Rick, s'en servant comme d'un otage. Il parvient ainsi à tétaniser Craig et ses hommes, leur jurant qu'il tuera Rick s'ils interviennent. Craig Belden cède, ne voulant pas risquer la vie de son fils dans une fusillade. Matt Morgan parvient ainsi à traverser la ville en carriole, le canon de son fusil posé sous le menton de son prisonnier, et se dirige vers la gare.
En chemin, Lewis, placé en embuscade, tire sur le shérif alors que la carriole arrive en gare, traversant la voie de chemin de fer alors que le train arrive en face d'eux. Mais le tir de Lewis rate le shérif, tuant Rick à la place ; Lewis est ensuite abattu par Morgan qui riposte d'un coup de fusil. Les deux coupables étant morts, le shérif Morgan enlève à Rick ses menottes, désormais inutiles.
Fou de douleur et de rage, Craig Belden arrive devant le corps sans vie de son fils. Il se dirige ensuite vers le train et défie Morgan, qui s'apprête à y monter. Mais le shérif, à l'issue d'un bref duel entre lui et Craig, abat son ancien ami d'un coup de revolver. Avant de mourir, Belden exhorte Morgan de bien élever son fils, à la différence de lui qui n'a pas su le faire avec son fils Rick. Le shérif monte ensuite dans le train et, quand celui-ci démarre, il a un dernier regard vers Linda, accroupie auprès du corps sans vie de Craig. Le train quitte ensuite la ville.

## Fiche technique
- Titre original : Last Train From Gun Hill
- Titre français : Le Dernier Train de Gun Hill
- Réalisation : John Sturges
- Scénario : James Poe, d'après une histoire de Les Crutchfield (en)
- Production : Hal B. Wallis
- Société de production : Bryna Productions
- Musique : Dimitri Tiomkin
- Photographie : Charles Lang
- Direction artistique : Hal Pereira et Walter H. Tyler
- Décors de plateau : Sam Comer et Ray Moyer
- Costumes : Edith Head
- Directeur du casting : Edward R. Morse
- Montage : Warren Low
- Genre : western
- Pays de production : États-Unis
- Durée : 94 minutes
- Dates de sortie:
  - États-Unis : 29 juillet 1959
  - France : 21 janvier 1960
- Affiches : Roger Soubie (France), Enzo Nistri (Italie)

## Distribution

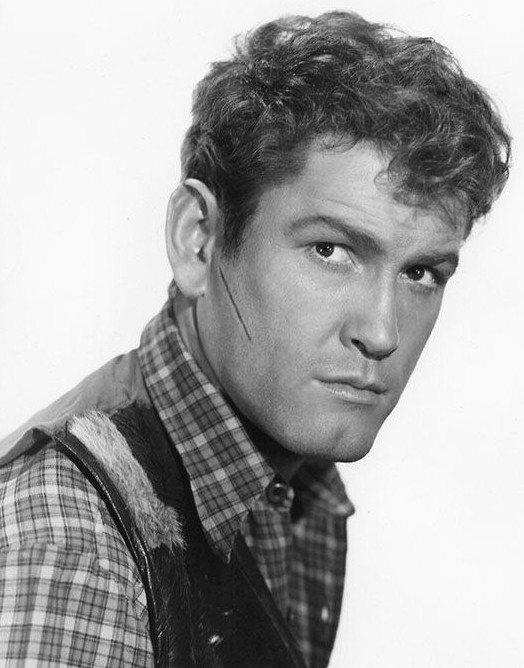
Photographie publicitaire de l'acteur Earl Holliman (Rick Belden) pour le film.

- Kirk Douglas (VF : Roger Rudel) : le shérif Matt Morgan
- Anthony Quinn (VF : Jean Clarieux) : Craig Belden
- Carolyn Jones (VF : Jacqueline Porel) : Linda, la maîtresse de Craig Belden
- Earl Holliman (VF : Serge Lhorca) : Rick Belden, le fils de Craig Belden
- Brad Dexter (VF : Jean Violette) : Beero, le contremaître de Belden
- Brian G. Hutton (VF : Daniel Cauchy) : Lewis, l'ami de Rick (Lee Smithers en VO)
- Val Avery (VF : Serge Sauvion) : Steve, le barman du saloon « Horse Shoe »
- Walter Sande (VF : Louis Arbessier) : le shérif (adjoint)[1] de Gun Hill
- Dabbs Greer : Andy
- Henry Wills : Jake
- Gabrielle Tozza : Lizzie
- Sid Tomack : Roomer
- John R. Anderson (VF : Jacques Berthier) : le vendeur au Horse Shoe
- Mara Lynn (VF : Mony Dalmès) : Minnie, la fille du saloon
- Frank Hagney (VF : Jean-Henri Chambois) : l'homme qui attend au bar le Horse Shoe
- Ricky William Kelman (VF : Linette Lemercier) : un garçon
- Mark Roberts : le conducteur du train
- Ziva Rodann (VF : N. Delmas) : Catherine Morgan
- Bing Russell
- Lars Henderson

## Lieux de tournage
Le film a été tourné dans et autour des Old Tucson Studios de Tucson en Arizona, à Sonoita en Arizona, ainsi qu'aux Paramount Studios et dans leur arrière-cour à Los Angeles en Californie.

## Déroulement de l'intrigue
L'intrigue du film se déroule comme une tragédie classique avec la règle des trois unités : unité d'action (punir, quel qu'en soit le prix, les meurtriers d'une femme) ; unité de lieu (l'action se déroule tout entière dans une petite ville, réduite avec sa gare, son saloon, son hôtel et le bureau du shérif à un symbole civilisationnel) ; unité de temps : tout — en l'occurrence la fin tragique de la vieille amitié entre deux hommes, la mort d'une demi-douzaine d'hommes et la fin d'une dynastie — se joue en moins de vingt-quatre heures.

## Adaptation en bande dessinée
- Dell Comics, Four Color #1012 (juillet 1959)[3],[4].

## Édition en DVD
Le film sort en DVD le 22 septembre 2005 chez Paramount au format 1.77:1 panoramique 16/9 en anglais, français, italien, espagnol et allemand en dolby digital mono 1.0 avec sous-titres français, anglais, italiens, espagnols, allemands et une autre vingtaine de langues. Pas de suppléments inclus.